# Fanuj
Fanuj (persiska: فنوج) är en stad i Iran. Den ligger i provinsen Sistan och Baluchistan, i den sydöstra delen av landet. Fanuj ligger 718 meter över havet.
Staden är administrativt centrum för delprovinsen (shahrestan) Fanuj.